# Maxillariella longibracteata
Maxillariella longibracteata là một loài thực vật có hoa trong họ Lan. Loài này được (Lindl.) M.A.Blanco & Carnevali mô tả khoa học đầu tiên năm 2007.